# 卡特琳·伦德·哈拉尔德森
卡特琳·伦德·哈拉尔德森（挪威語：Katrine Lunde Haraldsen，1980年3月30日—），挪威女子手球運動員，亦是挪威國家女子手球隊隊員，司職守門員。曾在2007年世界女子手球錦標賽為挪威隊奪得亞軍。

## 生平
2008年，哈拉尔德森代表挪威參加中國北京舉行的奥林匹克运动会女子手球比賽，最終贏得一面金牌。
2012年，哈拉尔德森代表挪威參加英國倫敦舉行的奥林匹克运动会女子手球比賽，助球隊成功衛冕。

## 家庭
丈夫汤姆·雷达尔·哈拉尔德森（Tom Reidar Haraldsen）是職業足球員。
孿生姊妹克里斯蒂娜·伦德-博格尔森同為手球運動員，亦是挪威國家女子手球隊隊員；二人曾一起入選國家隊出戰兩屆奧運會及其他大型賽事。